# كلوستريديوم سائلي
كلوستريديوم لايكوريس أو كلوستريديوم سائلي هي بكتيريا موجبة غرام لاهوائية على نحو تام عصوية الشكل مكونة للأبواغ وغير متحركة من جنس كلوستريديوم.